# Flaujagues
Flaujagues är en kommun i departementet Gironde i regionen Nouvelle-Aquitaine i sydvästra Frankrike. Kommunen ligger i kantonen Pujols som tillhör arrondissementet Libourne. År 2022 hade Flaujagues 598 invånare.

## Befolkningsutveckling
Antalet invånare i kommunen Flaujagues
Referens:INSEE